# Wiktorija Alexandrowna Moissejewa
Wiktorija Alexandrowna Moissejewa (russisch Викто́рия Алекса́ндровна Моисе́ева, englisch Victoria Moiseeva, bürgerlich Wiktorija Dupont, * 10. Januar 1991 in Miass, Russische SFSR, Sowjetunion) ist eine ehemalige russische Curlerin. Sie spielte auf der Position des Skip.

## Karriere
Die internationale Karriere von Moissejewa begann bei der Juniorenweltmeisterschaft 2011, wo sie als Ersatzspielerin im russischen Team von Skip Anna Sidorowa spielte. Die Mannschaft gewann die Bronzemedaille durch einen Sieg im Spiel um Platz 3 gegen die schwedische Mannschaft von Skip Jonna McManus. Diesen Erfolg konnte das Team bei der Juniorenweltmeisterschaft 2012 wiederholen, wobei Moissejewa als Second spielte. Im Spiel um Platz 3 ging es erneut gegen die schwedische Mannschaft mit Sara McManus als Skip; das russische Team gewann mit 7:4.
2013 nahm sie mit dem Team der Lesgaft National State University of Physical Education, Sport and Health, Sankt Petersburg, als Ersatzspielerin an der Winter-Universiade 2013 teil. Die Mannschaft von Skip Anna Sidorowa gewann durch einen Finalsieg über das südkoreanische Team die Goldmedaille. Bei der Winter-Universiade 2015 gewann das russische Team, für das sie erneut als Ersatzspielerin dabei war, die Goldmedaille, diesmal durch einen Finalsieg gegen die kanadische Mannschaft. 2017 leitete Moissejewa das russische Team als Skip und zog in das Finale ein. Dort verlor sie gegen die kanadische Mannschaft von Skip Kelsey Rocque mit 3:8.
Bei der Europameisterschaft 2016 gewann sie mit dem von ihr geleiteten Team (Third: Uljana Wassiljewa, Second: Galina Arsenkina, Lead: Julija Gusijowa, Ersatz: Julija Portunowa) die Goldmedaille durch einen Sieg gegen das schwedische Team von Skip Anna Hasselborg. Nach der Round Robin war ihr Team nur Vierter gewesen, konnte aber im Halbfinale das schottische Team von Eve Muirhead besiegen und so in das Finale einziehen.
Moissejewa spielt mit ihrem Team auch auf der World Curling Tour. Der erste Turniersieg gelangt ihrem Team im September 2017 beim Biosteel Oakville Fall Classic in Oakville, Ontario. Sie konnte jedoch nicht mitspielen, weshalb die Aufgabe des Skip von Uljana Wassiljewa übernommen wurde. Im November 2017 gewann das Team die Crestwood Ladies Fall Classic in Edmonton, diesmal wieder mit Moissejewa als Skip.
Im Dezember 2017 gewann sie mit ihrer Mannschaft das Ausscheidungsturnier für die Teilnahme an den Olympischen Winterspielen 2018 gegen das Team von Anna Sidorowa mit 4:1 Spielen und trat in Pyeongchang unter der Fahne der Olympic Athletes from Russia an. Zusammen mit ihren Teamkolleginnen belegte sie nach zwei Siegen und sieben Niederlagen in der Round Robin den neunten Platz.
Im März 2018 holte ihr Team bei der Curling-Weltmeisterschaft der Damen in North Bay (Ontario, Kanada) im Kampf um Platz drei gegen die US-Amerikanerinnen von Jamie Sinclair Bronze.
Im Juni 2018 gab sie kurz vor ihrer Hochzeit mit dem dänischen Curler Oliver Dupont ihren Rücktritt vom professionellen Curling-Sport bekannt.

## Privatleben
Moissejewa ist seit Juni 2018 mit Oliver Dupont verheiratet.